# Roberto Coll
Roberto Emilio Coll Marengo (Buenos Aires, 20 aprile 1925 – gennaio 2013) è stato un calciatore argentino, di ruolo attaccante.

## Caratteristiche tecniche
Giocava come attaccante. Era una mezzala sinistra, ma poteva giocare, nello stesso ruolo, anche sul settore destro. Di bassa statura, era leggero e rapido: era dotato di buona tecnica, ma mancava di precisione nel tiro.

## Carriera

### Club
Entrò a far parte della rosa del River Plate nel 1943, ma non ebbe la possibilità di debuttare in prima squadra sino al 1945. Negli anni della Máquina fu una riserva, incaricata di sostituire giocatori come Ángel Labruna o Alfredo Di Stéfano, che ricoprivano ruoli a lui simili. Dal 1948 al 1950 fu nella squadra con il fratello minore Óscar, ma i due giocarono insieme molto di rado, poiché erano entrambi delle riserve. Nel 1950 i due lasciarono il River: Oscar passò al Platense, mentre Roberto si trasferì in Colombia, al Deportivo Cali, andando ad aumentare il già cospicuo numero di argentini presente nel Paese, dovuto al cosiddetto El Dorado. Con la formazione bianco-verde fece bene nella seconda stagione, nel 1951, mettendo a segno 19 reti in 34 incontri. Nel 1953 cambiò nuovamente maglia, firmando per i cileni del Palestino. In questa compagine Coll trovò molto spazio, divenendone uno degli elementi di maggior spicco. Nel 1955 fu tra i protagonisti della vittoria del campionato cileno, il primo nella storia della società. Nel 1959 tenne una buona media realizzativa, andando in gol 10 volte in 25 partite. Nel 1965, all'età di quarant'anni, decise di ritirarsi dal calcio professionistico.

## Palmarès

### Club

#### Competizioni nazionali
- Campionato argentino: 2

River Plate: 1945, 1947
- Campionato cileno: 1

Palestino: 1955